# Водяний конус

Водяний конус (англ. water cone, aquatic cone, aqueous cone; нім. Wasserkegel m) — у нафто- газовидобуванні — локальне підняття поверхні підошовної води навколо діючої нафтової (або газової) свердловини в результаті деформування поверхні водонафтового контакту за рахунок створеного градієнта тиску у вертикальному напрямі. 

## Загальний опис
Утворення В.к. зумовлено характером розподілу гідродинамічного тиску поблизу вибою свердловини, при якому вертикальні складові градієнта тиску і швидкості фільтрації мають максимальні величини на нижньому кінці інтервалу розкриття, розміщеному вище нафто- або газоводяного контакту. На формування В.к. впливають анізотропія пласта і депресія пластового тиску біля вибою свердловини. Для стійкості В.к. необхідне дотримання умови на вершині конуса (де p — тиск; z — вертикальна координата; — густина води; g — прискорення вільного падіння), при порушенні якого вершина В.к. загострюється і вода проривається у свердловину. При наявності у пласті непроникних глинистих прошарків значного простягання обводненість свердловини зменшується тампонажем вибою до їх рівня. Для процесу конусоутворення характерна нестаціонарність, зумовлена витісненням нафти (газу) водою.
КОНУС ПІДОШОВНОЇ ВОДИ (ВЕРХНЬОГО ГАЗУ) — поверхня водонафтового (газонафтового) контакту у вигляді горба (западини) біля свердловини при відбиранні нафти із однорідного пласта у водонафтовій (газонафтовій) зоні покладу.